# Badenstraße 5 (Stralsund)

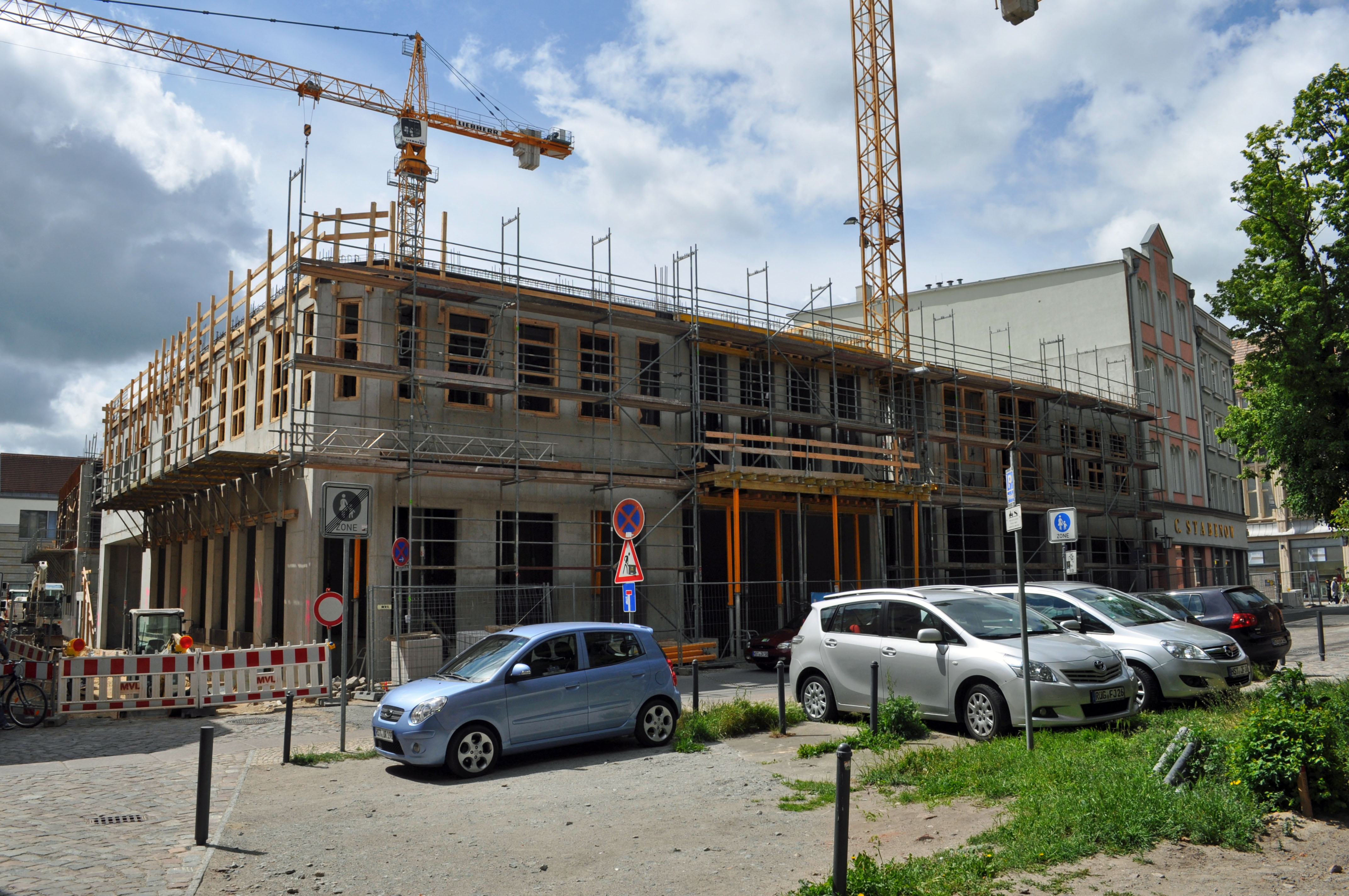
Das Haus Badenstraße 5 in Stralsund (2012), Neubau

Das Haus mit der postalischen Adresse Badenstraße 5 ist ein Gebäude in der Badenstraße in Stralsund, an der Ecke zur Kleinschmiedstraße.
Das aus dem 19. Jahrhundert stammende Haus wurde zu Beginn des 20. Jahrhunderts umgestaltet. Dabei blieb die Putzfassade erhalten, die unter Denkmalschutz gestellt wurde. Für die Neubebauung des Rathausplatzes wurde das Haus abgerissen und durch einen Neubau ersetzt.
Das Haus liegt im Kerngebiet des von der UNESCO als Weltkulturerbe anerkannten Stadtgebietes des Kulturgutes „Historische Altstädte Stralsund und Wismar“. In die Liste der Baudenkmale in Stralsund war das ursprüngliche Gebäude mit der Nummer 53 eingetragen.